# 盘龙乡 (城固县)
盘龙乡是中国陕西省汉中市城固县下辖的一个乡。

## 行政区划
盘龙乡下辖以下行政区：
长坝村、北溪村、团结村、三元村、白果村、盘龙村、景花村、先锋村、石槽河村、漆树坝村、马家河村、中文村